# ابراهیم خان ظهیرالدوله
ابراهیم خان ظهیرالدوله از ۱۲۱۶ تا ۱۲۴۰ هجری قمری در دوره حکومت فتحعلی‌شاه قاجار حاکم کرمان بوده است. ابراهیم خان که از خویشاوندان نزدیک شاه قاجار، پسرعمو، پسرخوانده و داماد فتحعلی‌شاه و از امیران و فرمانروایان اوایل دورهٔ قاجاریه بوده است. وی با مردم ستم‌دیدهٔ کرمان رفتاری مسالمت‌آمیز داشت و در آبادانی این شهر بسیار کوشید. بناها و قنوات و مزارع بسیاری در شهر و اطراف آن احداث کرد.

## مهم‌ترین بناهای به جامانده از ابراهیم خان در کرمان
- مدرسهٔ ابراهیم‌خان (ابراهیمیه)- ۱۲۳۲ق/۱۸۱۷م
- مجموعهٔ ابراهیم‌خان شامل حمام، بازار، آب‌انبار و خلوت‌خانه
- دروازهٔ ارک

در دوران فرمان‌روایی در کرمان مبادرت به ایجاد یک سری بناهای بسیار ارزنده در مرکز شهر و جنب مجموعه گنجعلیخان نموده است که امروز این بناها یکی از چند مجموعه تاریخی کرمان را تشکیل می‌دهد این مجموعه عبارت است از بازار حمام آب‌انبار مدرسه. از مهم‌ترین بناهای او در کرمان مدرسهٔ ابراهیم‌خان (ابراهیمیه) است که در ۱۲۳۲ق/۱۸۱۷ ساخته شده است. مدرسه که اکنون نیز برجاست نمونه‌های زیبایی از کاشی‌کاری، و مقرنس‌سازی و گچ‌بری به چشم می‌خورد. مجموعه ابراهیم خان تا حدود زیادی از فضاهای معماری صفوی الهام گرفته و اکنون یکی از مجموعه‌های با ارزش و زیبای آثار تاریخی کرمان است. دروازهٔ ارک نیز از ساخته‌های او است.

## بازماندگان
ظهیرالدوله به هنگام در گذشت ۲۱ دختر و ۲۰ پسر از خود برجای گذاشت. یکی از فرزندان او عباس‌قلی خان بود که جانشین پدر در کرمان گردید. فرزند دیگر او رستم خان با گوهر خانم دختر فتحعلی‌شاه ازدواج کرد. دیگر فرزند او حاج محمدکریم خان کرمانی است که از شاگردان شیخ احمد احسائی و سید کاظم رشتی بود و بعدها از پیشوایان برجستهٔ شیخیه گردید.
یکی از دختران ابراهیم خان به‌نام شهربانو خانم که از دختر ابومحمد خان بسطامی بود، به ازدواج فتح‌الله میرزا شعاع‌السلطنه (پسر سی‌وپنجم فتحعلی‌شاه از فاطمه خانم سنبل باجی) درآمد که شکوه‌السلطنه (همسر ناصرالدین‌شاه و مادر مظفرالدین‌شاه) نتیجه این ازدواج بود.
نادر ابراهیمی نویسنده و فیلم‌ساز معاصر، یکی از نوادگان اوست.